# 1978 en hockey sur glace
Cette page présente les éléments de hockey sur glace de l'année 1978, que ce soit d'un point de vue rencontres internationales ou championnats nationaux. Les grandes dates des différentes compétitions sont données ainsi que les décès de personnalités du hockey mondial.

## Amérique du Nord

### Association mondiale de hockey
- 12 juin : Wayne Gretzky signe son premier contrat professionnel alors qu'il n'est âgé que de 17 ans. Il signe avec les Racers d'Indianapolis, avant de rejoindre les Oilers d'Edmonton le 2 novembre avec qui il va remporter la Coupe Stanley à quatre reprises dans l'avenir[1].
- Les Jets de Winnipeg remportent le Trophée mondial Avco lors des saisons 1977-1978 et 1978-1979.

### Ligue américaine de hockey
- 15 mai : les Mariners du Maine remportèrent leur première Coupe Calder pour leur première saison (1977-1978) dans la Ligue américaine de hockey.

### Ligue canadienne de hockey
Les Bruins de New Westminster de la Ligue de hockey de l'ouest du Canada remportent la Coupe Memorial contre les Petes de Peterborough de la Ligue de hockey de l'Ontario. La troisième équipe du tournoi était les Draveurs de Trois-Rivières de la Ligue de hockey junior majeur du Québec.

## Autres Évènements

### Fins de carrière
- Steve Atkinson

### Décès
- 18 mai: décès à l'âge de 73 ans de Stewart Adams, joueur des Maple Leafs de Toronto et des Black Hawks de Chicago[2].
- 14 juillet: décès de Léo Bourgault, joueur ayant remporté la Coupe Stanley en 1928 avec les Rangers de New York.